# Recep Biler
Recep Biler (* 8. Mai 1981 in Izmir) ist ein türkischer Fußballtorhüter.

## Karriere
Biler begann seine Karriere bei Fenerbahçe Istanbul in der Saison 2000/01. Sein Debüt machte er am 3. Mai 2003 gegen Bursaspor. Insgesamt kam er zu 19 Spielen für die Blau-Gelben. Fenerbahçe verlieh ihn zur Saison 2005/06 an Karşıyaka SK. Dort spielte er zwei Spielzeiten. 
Zu einer Rückkehr zu Fenerbahçe kam es nicht, er wechselte zu Hacettepe SK (damals als Gençlerbirliği OFTAŞ). Bei diesem Verein setzte er sich schnell als Stammtorhüter durch und spielte zwei Spielzeiten für die Hauptstädter. Nachdem dieser Verein zum Sommer 2009 in die TFF 1. Lig abstieg, verließ Bicer den Klub Richtung Erstligist Gaziantepspor. Hier fristete er eine Spielzeit lang ein Reservistendasein und ging nach einer Saison zu Manisaspor. Auch hier kam er als Ersatzkeeper zu lediglich zwei Ligaeinsätzen.
Nachdem er für die Drittligisten Altay Izmir und Balıkesirspor tätig gewesen war, wechselte er zur Rückrunde der Saison 2012/13 zum Zweitligisten Karşıyaka SK. Zur nächsten Saison wechselte er zum Drittligisten Turgutluspor. Zur Rückrunde der Saison 2014/15 zog er zum Zweitligisten Giresunspor weiter.